# Bullet in a Bible
Bullet in a Bible é um CD e DVD ao vivo da banda Green Day, lançado em novembro de 2005 nos principais mercados e em 1 de dezembro no Brasil. Dirigido por Samuel Bayer, diretor de todos os videoclipes do álbum American Idiot, Bullet in a Bible apresenta os dois maiores shows da carreira da banda, tocando para 65.000 pessoas no Milton Keynes National Bowl no Reino Unido em 18 e 19 de junho de 2005. Apesar de terem tocado 20 canções na apresentação ao vivo, a banda optou por incluir apenas 14 performances neste álbum, o que causou uma certa alegria e decepção entre os fãs, pois algumas músicas que fazem sucesso, não foram para o DVD. São elas "Jaded", "Knowledge", "She", "Maria", "We Are The Champions" (cover da banda Queen) e "Homecoming".
No DVD há 115 minutos de performance exclusiva misturada com gravações raras de bastidores, incluindo entrevistas com cada membro da banda discutindo sua carreira e vida na estrada, junto de vídeos de fãs demonstrando seu comprometimento profundo com o Green Day (mostrado ao final de cada canção, tornando o show não-contínuo). Do início ao final, documenta o Green Day levando, sem esforços, sua música dos estúdios para o estádio e seu intenso amor e dedicação para tocar ao vivo.
Lançado durante um período de grande aceitação pública, Bullet in a Bible alcançou a 6ª posição em vendas no Reino Unido e foi lançado na 8ª posição nos Estados Unidos.

## Faixas
Todas as canções tem as letras escritas por Billie Joe Armstrong e as músicas pela banda toda, exceto onde indicado.
1. "American Idiot" - 4:32
2. "Jesus of Suburbia" - 9:23
  - I. "Jesus of Suburbia"
  - II. "City of the Damned"
  - III. "I Don't Care"
  - IV. "Dearly Beloved"
  - V. "Tales from Another Broken Home"
3. "Holiday" - 4:12
4. "Are We the Waiting" - 2:49
5. "Saint Jimmy" - 2:55
6. "Longview" - 4:44
7. "Hitchin' a Ride" - 4:03
8. "Brain Stew" - 3:02
9. "Basket Case" - 2:58
10. "King for a Day/Shout" (Billie Joe Armstrong/Kelly O. Isley/Ronald Isley/Rudolph Isley) - 8:47
  - Apresenta um pequeno trecho de "Always Look on the Bright Side of Life" (Eric Idle), originalmente apresentado em A vida de Brian do Monty Python
11. "Wake Me Up When September Ends" - 5:03
12. "Minority" - 8:39
13. "Boulevard of Broken Dreams" - 4:44
14. "Good Riddance (Time of Your Life)" - 3:26

Faixas que foram excluídas:
- "Jaded"
- "Knowledge"
- "She"
- "Maria"
- "We Are the Champions"
- "Homecoming"

## Paradas musicais
| Críticas profissionais                                                      | Críticas profissionais |
| Avaliações da crítica                                                       | Avaliações da crítica  |
| Fonte                                                                       | Avaliação              |
| --------------------------------------------------------------------------- | ---------------------- |
| allmusic                                                                    | [ 1 ]                  |
| Pitchfork                                                                   | [ 2 ]                  |
| PopMatters                                                                  | [ 3 ]                  |
| Esta tabela precisa de ser acompanhada por texto em prosa. Consulte o guia. |                        |

| País/Parada (2005–06)                 | Melhor posição |
| ------------------------------------- | -------------- |
| Austrália (ARIA)                      | 8              |
| Áustria (Ö3 Austria Top 40)           | 5              |
| Bélgica (Ultratop Flandres)           | 34             |
| Bélgica (Ultratop Valônia)            | 15             |
| Dinamarca (Hitlisten)                 | 15             |
| Países Baixos (Dutch Charts)          | 26             |
| Finlândia (Suomen virallinen lista)   | 21             |
| França (SNEP)                         | 21             |
| Alemanha (Offizielle Deutsche Charts) | 7              |
| Grécia Albums (IFPI)                  | 2              |
| Hungria (MAHASZ)                      | 38             |
| Itália (FIMI)                         | 8              |
| Nova Zelândia (RMNZ)                  | 5              |
| Noruega (VG-lista)                    | 30             |
| Portugal (AFP)                        | 9              |
| Suécia (Sverigetopplistan)            | 7              |
| Suíça (Schweizer Hitparade)           | 11             |
| Reino Unido (Official Albums Chart)   | 6              |
| Estados Unidos (Billboard 200)        | 8              |